# مايكو كواكامي
مايكو كواكامي (بالكانا:かわかみ まいこ) هي ممثلة يابانية، ولدت في 5 فبراير 1966 بستوكهولم في السويد.

## أعمال

### أفلام
- (1989) الشرطي العنيف

## وصلات خارجية
- مايكو كواكامي على موقع IMDb (الإنجليزية)
- مايكو كواكامي على موقع ألو سيني (الفرنسية)
- مايكو كواكامي على موقع ميوزك برينز (الإنجليزية)
- مايكو كواكامي على موقع أول موفي (الإنجليزية)
- مايكو كواكامي على موقع قاعدة بيانات الفيلم (الإنجليزية)
- مايكو كواكامي على موقع كينوبويسك (الروسية)